# Bataille de Gamboru Ngala (2015)
Pour les articles homonymes, voir Bataille de Gamboru Ngala.
Insurrection de Boko Haram
La deuxième bataille de Gamboru Ngala se déroule du 31 janvier au 3 février 2015 lors de l'insurrection de Boko Haram.

## Prélude
L'armée tchadienne entre au Cameroun le 17 janvier 2015 et le 28 elle se déploie à la ville frontalière de Fotokol afin de soutenir l'armée camerounaise. Le 29, les djihadistes lancent une  attaque à Bodo, près de la ville mais elle est repoussée,.

## Déroulement
Le 31 janvier, les Tchadiens attaquent à leur tour ; pendant trois jours deux avions de chasse Soukhoï Su-25 et deux hélicoptères  Mi-24 bombardent la ville nigériane de Gamboru Ngala, située juste de l'autre côté de la frontière et séparée uniquement de Fotokol par un pont long de 500 mètres,,,,. L'artillerie camerounaise entre également en action. Le 1er février, des soldats font une première incursion à Gamboru. Le Tchad invoque le « droit de poursuite » et le gouvernement nigérian déclare accepter la présence de troupes étrangères, bien qu'il se soit initialement montré réticent à une intervention extérieure peu avant les élections présidentielles.
Le 3 février, en fin de matinée, 2 000 soldats tchadiens traversent le pont et entrent au Nigeria. Les Camerounais, de leur côté, restent à Fotokol. Après une heure de combat, Gamboru Ngala passe sous le contrôle des Tchadiens,,. La ville, abandonnée par sa population depuis des mois, est totalement déserte.

## Les pertes
Le 4 février, l'armée tchadienne déclare que ses pertes sont de neuf morts et 21 blessés. Du côté des djihadistes, le général tchadien Ahmat Darry Bazine déclare au soir du 1er février, que les bombardements ont fait 175 à 200 morts dans leurs rangs. Puis l'armée tchadienne affirme que plus de 200 combattants ont été tués pour la seule journée du 3 février, plus une douzaine de véhicules équipés d'armes lourdes et une centaine de motos détruits,,.

## Vidéographie
- [vidéo] Nigeria: l'armée tchadienne attaque des positions de Boko Haram, AFP, 5 février 2015.
- [vidéo] Rares images de l'armée tchadienne en guerre contre Boko Haram, AFP, 6 février 2015.